# Magnus Petri Juniperinus
Magnus Petri Juniperinus, född 1579 i Västra Eneby församling, Östergötland, död 2 april 1633 i Gammalkils församling, Östergötland, var en svensk präst.

## Biografi
Magnus Petri Juniperinus föddes 1579 i Västra Eneby socken. Han prästvigdes 2 oktober 1612 och blev 1623 kyrkoherde i Gammalkils församling, Gammalkils pastorat. Juniperinus var den förste som predikade på prästmötet 1625. Han avled 2 april 1633 i Gammalkils socken.

### Familj
Juniperinus gifte sig 1623 Elisabet Drysander. Hon var dotter till kyrkoherden Jonas Erici i Ekebyborna församling. Elisabet Drysander hade tidigare varit gift med kyrkoherden Christmannus Haqvini Kylander i Gammalkils församling.